# باشگاه فوتبال ساکرامنتو گلد (۱۹۸۰–۱۹۷۶)
ساکرامنتو گلد یک باشگاه فوتبال آمریکایی مستقر در ساکرامنتو، کالیفرنیا بود که عضو لیگ فوتبال آمریکا بود. آنها در سال ۱۹۷۶ به نام ساکرامنتو اسپیریتس شناخته می‌شدند.

## تاریخچه
در فصل افتتاحیه این تیم، آنها نتوانستند به پلی آف ای‌اس‌ال راه یابند. در فصل ۱۹۷۷، اسپیریتس در بخش غرب قهرمان شد و به بازی قهرمانی ای‌اس‌ال راه یافت. در طول فصل ۱۹۷۸ عضویت ای‌اس‌ال آنها به دلیل عدم انجام تعهدات قانون اساسی ای‌اس‌ال لغو شد. آنها با تیم جدیدی که متعلق به سازنده کابینت محلی، جان آندروتی بود، جایگزین شدند. کمتر از دو هفته بعد، این تیم ساکرامنتو گلد نام گرفت. در سال ۱۹۷۹ ساکرامنتو عنوان قهرمانی ای‌اس‌ال را به دست آورد. به نوبه خود، ساکرامنتو در ۱۶ ژوئیه ۱۹۸۰ فعالیت خود را متوقف کرد. در شرایطی مشابه سال ۱۹۷۸، گلد با اسپیریتس جایگزین شد، اما این بار این تقویت‌کننده‌های باشگاه بودند که مسئولیت اداره باشگاه را بر عهده گرفتند. در فصل ۱۹۸۰ باشگاه ساکرامنتو برنده کنفرانس آمریکا شد و برای سومین بار در چهار سال گذشته به عنوان قهرمانی ای‌اس‌ال رسید.